# Gordon Parks Jr.
Gordon Roger Parks Jr. est un réalisateur américain né le 7 décembre 1934 et mort le 3 avril 1979, surtout connu pour son film Super Fly, sorti en 1972. 

## Biographie
Né à Minneapolis en 1934, Parks est le fils de Sally Alvis et du photographe et réalisateur Gordon Parks. Le cinéaste en herbe suivit le chemin emprunté par son père qui avait alors réalisé le plus grand succès de l'ère blaxploitation, Shaft, sorti en 1971.
Il fut tué à l'âge de 44 ans, aux côtés de trois autres passagers, quand son avion s'écrasa peu après le décollage près de Nairobi, au Kenya, où il était venu tourner un long-métrage. 

## Filmographie
- 1972 : Super Fly
- 1974 : Les Démolisseurs (Three the Hard Way)
- 1974 : Thomasine & Bushrod
- 1975 : Aaron Loves Angela